# Жалібничка білоплеча
Жалібничка білоплеча (Psalidoprocne pristoptera) — вид горобцеподібних птахів родини ластівкових (Hirundinidae).

## Поширення
Жалібничка білоплеча мешкає у відкритих лісах, і віддає перевагу більш вологим районам, хоча деякі раси поширені у гірських пасовищах. Гніздиться по Африці зі східної Нігерії і Ефіопії на південь до Анголи, на півночі до Зімбабве та Північного Мозамбіку. Підвид P. p. holomelaena поширений на південному сході Африки від південної частини Мозамбіку до півдня Південно-Африканської Республіки.

## Опис
Жалібничка білоплеча це ластівка чорного забарвлення з синім відблиском, 15 см завдовжки, з роздвоєним хвостом. Відомо чотири підвиди, що відрізняються забарвленням махових пір'їн.

## Спосіб життя
Збираються парами або у групи на лісових галявинах та біля водойм, де полюють на літаючих комах.

## Розмноження
Гніздо будується з трави та моху у норах завглибшки 30-50 см у глинистих та піщаних обривах. Відкладає 2-3 білих яйця. Самиця насиджує 14-19 днів, а через 24-27 днів молодь оперується.